# 蒂施貝格山
48°36′28″N 14°43′54″E / 48.60778°N 14.73167°E

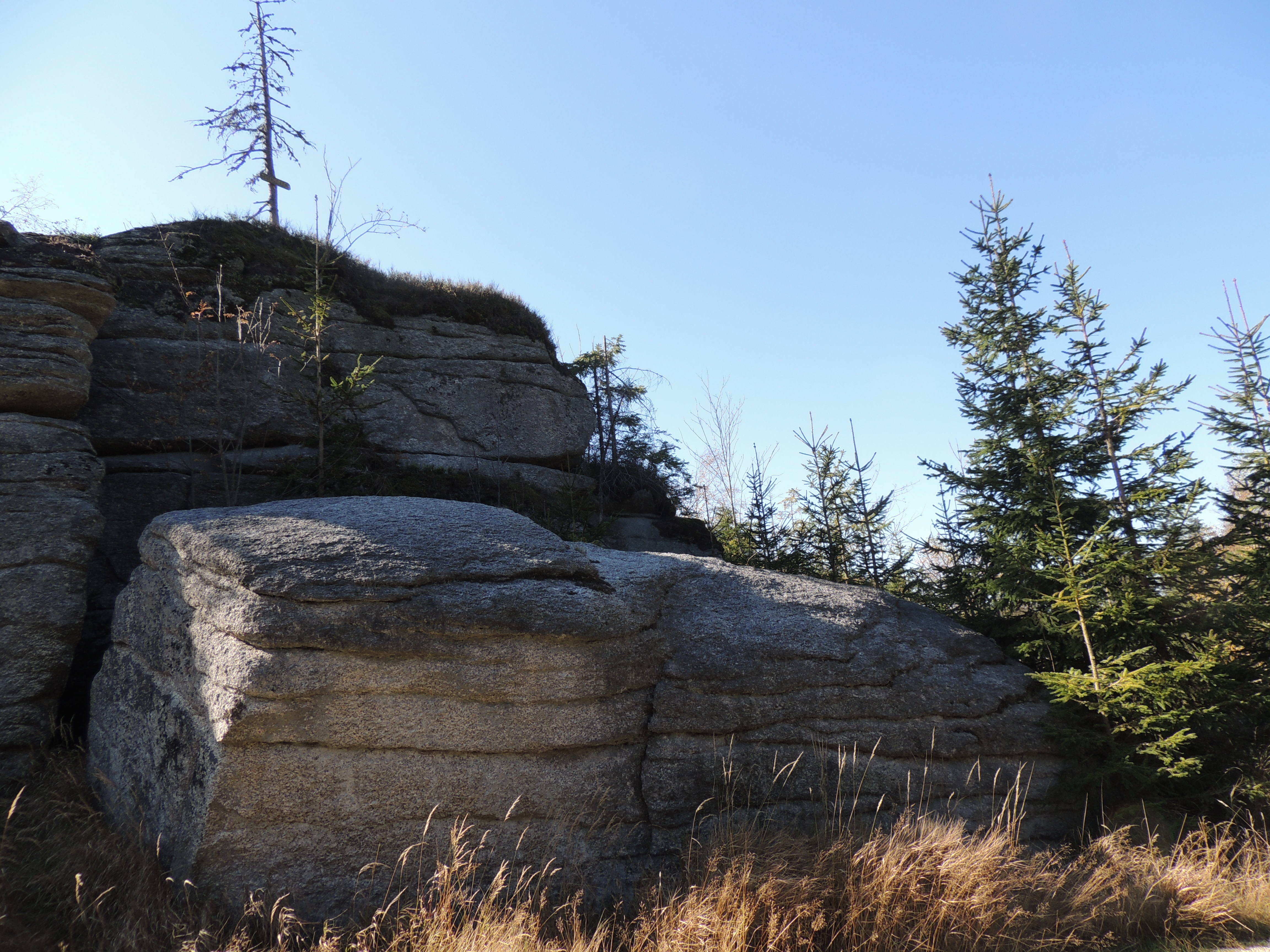

蒂施貝格山（德語：Tischberg），是奧地利的山峰，位於該國東北部，由下奧地利州負責管轄，距離首都維也納130公里，該山峰海拔高度1,063米，每年平均降雨量1,062毫米。